# Andrew J. Transue
Andrew Jackson Transue (* 12. Januar 1903 in Clarksville, Ionia County, Michigan; † 24. Juni 1995 in Flint, Michigan) war ein US-amerikanischer Politiker. Zwischen 1937 und 1939 vertrat er den Bundesstaat Michigan im US-Repräsentantenhaus.

## Leben
Andrew Transue besuchte die öffentlichen Schulen seiner Heimat. Nach einem anschließenden Jurastudium am Detroit College of Law und seiner im Jahr 1926 erfolgten Zulassung als Rechtsanwalt begann er in Detroit und Flint in seinem neuen Beruf zu arbeiten. Von 1933 bis 1937 war er Staatsanwalt im Genesee County.
Politisch war Transue Mitglied der Demokratischen Partei. Bei den Kongresswahlen des Jahres 1936 wurde er im sechsten Wahlbezirk von Michigan in das US-Repräsentantenhaus in Washington, D.C. gewählt, wo er am 3. Januar 1937 die Nachfolge des Republikaners William W. Blackney antrat. Da er bei den folgenden Wahlen im Jahr 1938 gegen Blackney verlor, konnte er bis zum 3. Januar 1939 nur eine Legislaturperiode im Kongress absolvieren, während der weitere New-Deal-Gesetze der Bundesregierung verabschiedet wurden.
Nach seinem Ausscheiden aus dem Repräsentantenhaus zog sich Andrew Transue aus der Politik zurück. In den folgenden Jahrzehnten praktizierte er wieder als Anwalt in Flint, wo er am 24. Juni 1995 starb.